# Khayràtida
Els xerifs khayratides del Mikhlaf, després d'Abu Arish, fou una dinastia (dinastia Khayràtida) que va governar el Mikhlaf del segle xvi el 1801 i a una part, amb seu a Abu Arish) del 1801 al 1863. El 1863 el seu territori va passar als Ayídides d'Abha.

## Xerifs del Mikhlaf
- Desconeguts, segle XVI-1728
- Ahmad ibn Muhammad ibn Khayrat 1728-1762
- Muhammad ibn Ahmad 1762-1801

## Xerifs d'Abu Arish
- Muhammad ibn Ahmad 1801-1809
- Hamud ibn Muhammad Abu Mismar 1809-1818
- Desconeguts 1818-1840
- Al-Husayn ibn Ali ibn Haydar 1840-1851
- Haydar (ibn Husayn?) 1851-1856
- Al-Hasan ibn Muhammad 1856-1863